# رامون ألفاريز (ملاكم)
رامون ألفاريز (بالإسبانية: Ramon Álvarez)‏ مواليد 9 أغسطس 1986 في غوادالاخارا، هو ملاكم محترف مكسيكي يصنف ضمن فئة وزن الوسط.

## المسيرة الاحترافية
من نزالاته:
- انتصر على فيفيان هاريس بالضربة القاضية (29-11-2014).

## إحصائيات
خاض خلال مسيرته 31 نزالا، فاز في 23 وتعادل في 2 وخسر في 5. فاز بالضربة القاضية في 15 نزالا.

## روابط خارجية
- رامون ألفاريز على موقع بوكس ريك (الإنجليزية) (registration required)